# Тяньцзинь Локомотив
«Тяньцзинь Локомотив» (кит. 火车头) — китайский футбольный клуб, выступающий во второй лиге Китая по футболу. Один из самых первых профессиональных клубов в китайском футболе — команда была основана в 1994 году при поддержке Министерства железных дорог КНР. Представляет город центрального подчинения Тяньцзинь.

## История
Несмотря на то, что команда была образована достаточно давно, она никогда не выступала в высшем дивизионе — Суперлиге. Несколько раз меняла названия. Впервые команда «Локомотив» появилась в 1950 году, а уже в следующем году смогла принять участие в футбольном чемпионате Китая. В 1955 году команда сменила название на «Общество „Локомотив“». В период культурной революции была расформирована и заново создана в 1978 году. В 1989 году команда «Локомотив» и команда «Фошань» заявились для участия в Лиге Цзя-Б. В 1994 году клуб стал профессиональным и стал официально выступать в Лиге Цзя-Б. В 1997 году клуб переехал из Тяньцзиня в Нинбо и сменил название на «Локомотив Шаньшань» и потерял место во втором дивизионе. В 1998 году команда была под угрозой расформирования и лишения профессионального статуса — было принято ограничить её профессиональный статус. В итоге было принято решение продать ряд молодых футболистов. Часть игроков была продана в «Шэньчжэнь Руби». В 1999 году пять ключевых игроков клуба (в том числе Цюй Бо, Ян Цзюнь, Баи И) за 4,3 млн юаней были проданы в «Циндао Чжуннэн». В 2000 году девять игроков (в том числе Ян Чэн, Гуань Чжэнь, Юань Вэйвэй, Ли Дань, Вань Чэн) были проданы в «Шаньдун Лунэн». В 2004 году все ограничения, наложенные на профессиональный статус клуба, были сняты, а команда допущена к участию в розыгрыше третьего дивизиона. В сезоне 2006 года команда практически решила задачу выхода в первую лигу, однако в стыковых матчах по пенальти 8-9 проиграла команде Пекинского технологического университета, которая в итоге и вышла во второй дивизион. В 2007 году возникли проблемы с регистрацией клуба, которые взяло на себя Министерство железных дорог КНР, а клуб в итоге был зарегистрирован в городе Тяньцзинь. В 2009 году домашняя арена Тяньцзинь Локомотив не прошла аттестацию в КФА, и клуб был вынужден переехать в Ухань, а также продолжил выступления в третьем дивизионе. Спонсорскую поддержку оказывала «Группа Яци», которая ранее являлась спонсором расформированной команды «Ухань Яци». В 2010 году команда вновь вернулась в Тяньцзинь и продолжила выступления во второй лиге Китая по футболу, однако сменила название на «Цзинте Локомотив» (Локомотив Пекинской железной дороги). Однако уже в первом круге появились проблемы, сказалось отсутствие финансовых гарантий. От расформирования клуб спасло лишь соглашение о сотрудничестве с «Шанхай Шэньхуа» о подготовке юношей 1993/94 годов рождения.

## Изменение названия
- 1950—1955 — Локомотив (火车头)
- 1955—1966 — Общество «Локомотив» (火车头体协)
- 1978—1996 — Локомотив (火车头)
- 1997 — Локомотив Шаньшань (火车头杉杉)
- 1998—2003 — Локомотив (火车头)
- 2004—2008 — Тяньцзинь Локомотив (天津火车头)
- 2009 — Локомотив Яци (火车头雅琪)
- 2010 — Цзинте Локомотив (京铁火车头)